# Lacosoma arizonicum
Lacosoma arizonicum is een vlinder uit de familie van de Mimallonidae. De wetenschappelijke naam van de soort is voor het eerst geldig gepubliceerd in 1898 door Dyar.